# Gabriel Chironi
Gabriel Chironi (Neuquén, 16 dicembre 1991) è un calciatore argentino, centrocampista della Sancataldese.

## Carriera
Nel 2014, tra le file del Crucero (M) conquista il secondo posto in Primera B Nacional 2014, contribuendo a portare la squadra in Primera División. Nel campionato del 2015 gioca 22 partite, non riuscendo tuttavia a evitare la retrocessione della sua compagine. Nel 2016 passa al Estudiantes (SL) dove rimane per due stagioni. Nel 2018 ritorna al Cipolletti, suo club di esordio, disputando il Torneo Federal A. Nel 2019 lascia l'Argentina per trasferirsi in Italia, al Castrovillari in Serie D. Dopo una prima parte di stagione giocata a buoni livelli si accorda col Savoia nella sessione invernale di calciomercato 2019. Esordisce con la squadra campana in occasione della vittoria per 2-0 contro il San Tommaso del 5 gennaio 2020. Segna il suo primo gol in maglia biancoscudata il 26 gennaio in occasione della vittoria per 2-0 in casa del Marsala.